# Yang Jin-mo
Yang Jin-mo (koreanisch: 양진모, bevorzugte Schreibweise: Jinmo Yang) ist ein südkoreanischer Filmeditor.

## Leben
Yang ist seit Mitte der 2000er Jahre im Filmgeschäft tätig, seit 2009 im Bereich des Filmschnitt. Hier war er an rund einem Dutzend Produktionen beteiligt.
Für seine Arbeit an Parasite wurde er 2020 für den Oscar in der Kategorie Bester Schnitt nominiert. Hinzu kam die Auszeichnung mit dem Eddie-Award der American Cinema Editors sowie die Nominierung für den EDA Award der Alliance of Women Film Journalists. Zuvor hatte er bereits an den Filmen Okja (2017) und Snowpiercer (2013) von Regisseur Bong Joon-ho mitgewirkt.

## Filmografie (Auswahl)
- 2016: Train to Busan (부산행 / Busan-haeng)
- 2017: Okja (옥자 / Okja)
- 2017: 1987
- 2018: Telekinese (염력 / Yeomnyeok)
- 2019: Parasite (기생충 / Gisaengchung)
- 2020: Peninsula
- 2025: Mickey 17